# Farmakopea
Farmakopea, kodeks apteczny – urzędowy spis leków dopuszczonych w danym kraju lub na danym terenie do obrotu, oraz obwarowany tymi samymi zastrzeżeniami spis surowców służących do ręcznego sporządzania niektórych z tych leków w aptece (leków recepturowych). Zawiera opis wszystkich tych substancji, sposoby ich przechowywania oraz dostępu do nich osób powołanych, rodzaje opakowań, dozwolone metody dystrybucji, dawkowanie, sposoby kontroli jakości, a w przypadku leków robionych w aptece, także metody ich przygotowywania. Opisuje też metody identyfikacji leków, ich standaryzację, sposoby nazewnictwa i możliwe zamienniki.
Niegdyś farmakopea zawierała również metody pozyskiwania tych substancji ze źródeł naturalnych łącznie z ich miejscami występowania, opisem np. stosownych roślin i minerałów, określeniem dopuszczalnych zanieczyszczeń, siłą działania, opisem postępowania w przypadku przedawkowania itp.
W Polsce oficjalna farmakopea to Farmakopea Polska wydawana przez Urząd Rejestracji Produktów Leczniczych, Wyrobów Medycznych i Produktów Biobójczych.
Opisy leków i surowców farmaceutycznych w farmakopeach nazywa się monografiami.